# دييغو كو
دييغو كو (بالإسبانية: Diego Cor)‏ هو لاعب كرة قدم أوروغواياني، ولد في 6 يوليو 2000 في دورازنو ‏ في الأوروغواي.

## وصلات خارجية
- دييغو كو على موقع قاعدة بيانات كرة القدم.إي يو (الإنجليزية)
- دييغو كو على موقع Soccerway.com (الإنجليزية)
- دييغو كو على موقع عالم كرة القدم.نت (الإنجليزية)